# Capuchin
Capuchin ist ein Ort im Norden von Dominica. Die Gemeinde hatte im Jahr 2011 209 Einwohner. Bourne liegt im Parish Saint John.

## Geographische Lage
Bourne liegt nördlich von Paix Bouche und Portsmouth.